# Piet Knijnenburg

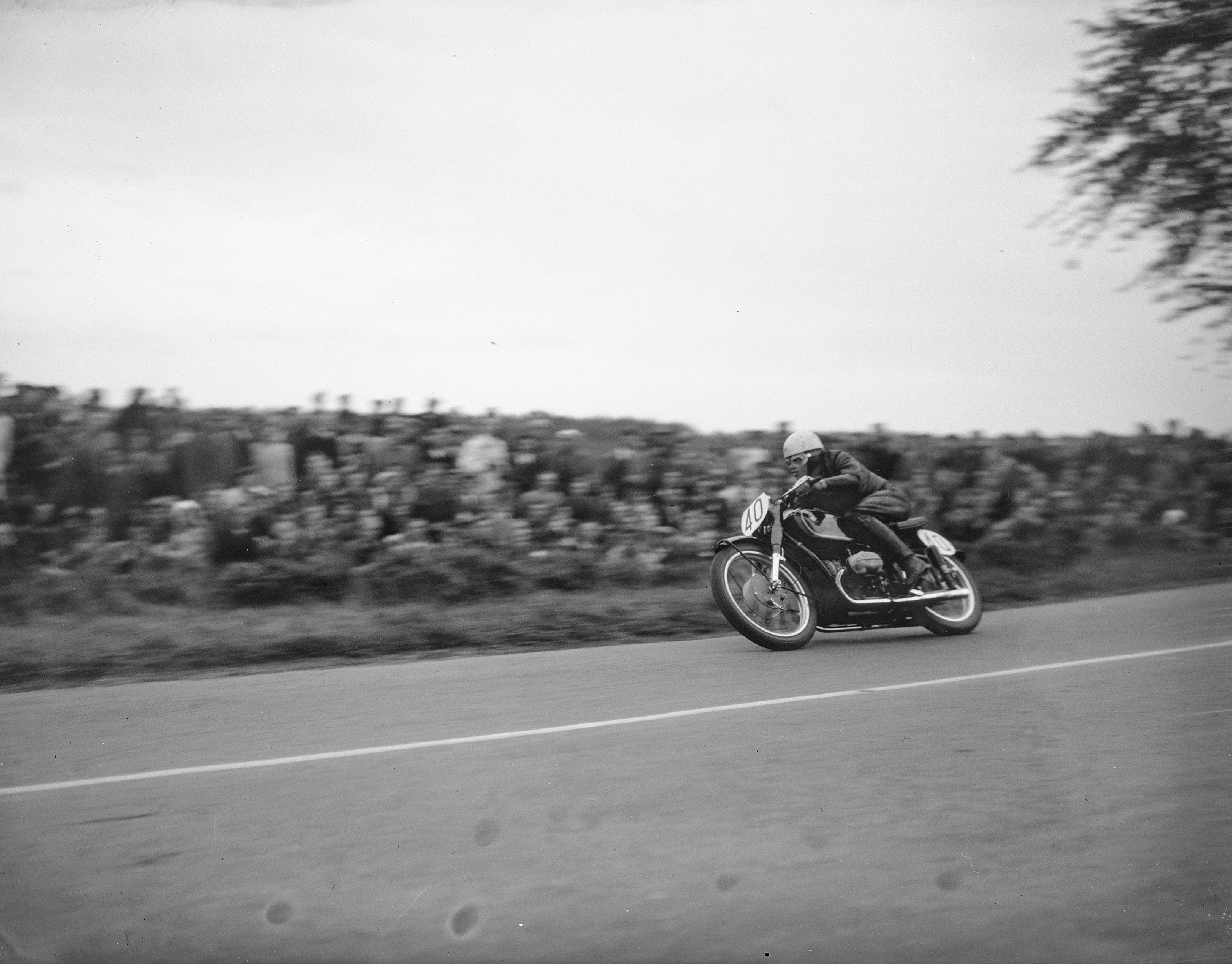
Piet Knijnenburg op de motor (1946)

Piet Knijnenburg (Wassenaar, 28 augustus 1918 - Leiden, 18 mei 2017) was een Nederlands motorsporter.
Knijnenburg won de TT van Assen in de 500cc-klasse, de eerste naoorlogse editie (1946), en werd zeven keer Nederlands kampioen, waarvan vijf keer in de 500cc-klasse (1946, 1948, 1950, 1951, 1954), in 1950 ook in de 350cc-klasse en in 1953 in de 250cc-klasse. Daarnaast won hij vele nationale en internationale wedstrijden, waaronder de Grand Prix van Brussel, de Grand Prix der Grenzen, de Internationale Zesdaagse Italië in 1948 en de Internationale Zesdaagse Engeland in 1949 en 1950.
Knijnenburg reed BMW, zijn motor kon met 32pk een topsnelheid bereiken van 180 km/u. Na een crash tijdens een off-road betrouwbaarheidsrit, waarbij hij een schedelbasisfractuur opliep, stond hij op het punt de motorsport er aan te geven.
Met een aantal andere winnaars van de Hans de Beaufort-beker die hijzelf in 1950 kreeg uitgereikt, waaronder Cees van Dongen, Ton van Heugten, Jos Schurgers, Frits Selling en Stef van der Sluis ging hij in september 2007 naar Frankrijk om een krans te leggen bij het graf van Hans de Beaufort.
De " Leeuw van Wassenaar" overleed op 98-jarige leeftijd.